# Lorenz rytíř von Stransky
Ing. Lorenz Roderich rytíř von Stransky Griffenfeld z rodu ze Stranky a Greiffenfelsu( 14. března 1899 Müln– 9. listopadu 1923 Munich) byl raný člen NSDAP, který byl údajně natolik unesen projevy Adolfa Hitlera, že nemohl odolat vstupu do strany. V noci před Pivním pučem byl zabit policejními výstřely, spolu s 15 dalšími účastníky puče. Jeho jméno tak stojí v seznamu 16 mučedníků, jimž je věnována Hitlerova kniha Mein Kampf.